# Los domingos, bacanal
Los domingos, bacanal es una obra de teatro, escrita por el dramaturgo español Fernando Fernán Gómez y estrenada en 1980.

## Argumento
La obra recrea la vida de dos parejas de burgueses, Concha y Carlos y Jorge y Jesusa, ya en sus primeros años de madurez, que cada dos domingos escapan a la gris rutina de sus vidas, intercambiando emociones, afectos y sexualidad.

## Producciones
Estrenada en el Teatro Maravillas de Madrid el 2 de agosto de 1980, por el Grupo Teatro 80, dirigida por Alberto Alonso e interpretada por Emma Cohen, Daniel Dicenta, Cristina Victoria, Enric Arredondo, Soraya Freire, Mariano Venancio y Sebastián Ceada.
Se volvió a montar once años más tarde, en gira por España, esta vez con direcciónde José Luis García Sánchez, con Cohen repitiendo papel, acompañada por Joaquín Kremel, Julia Torres y Nicolás Dueñas.